# Pfarrkirche Hürm

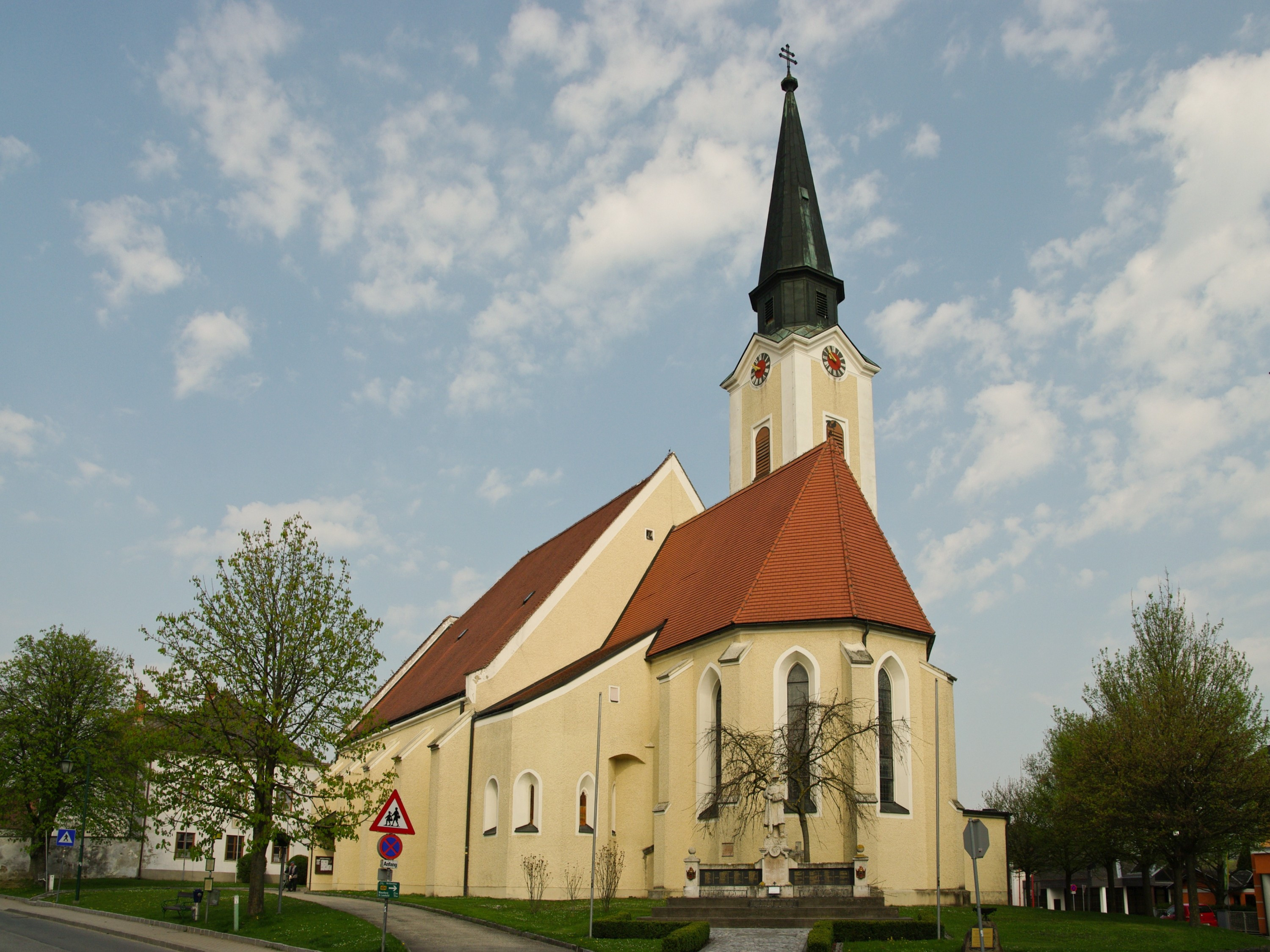
Pfarrkirche hl. Stefan in Hürm

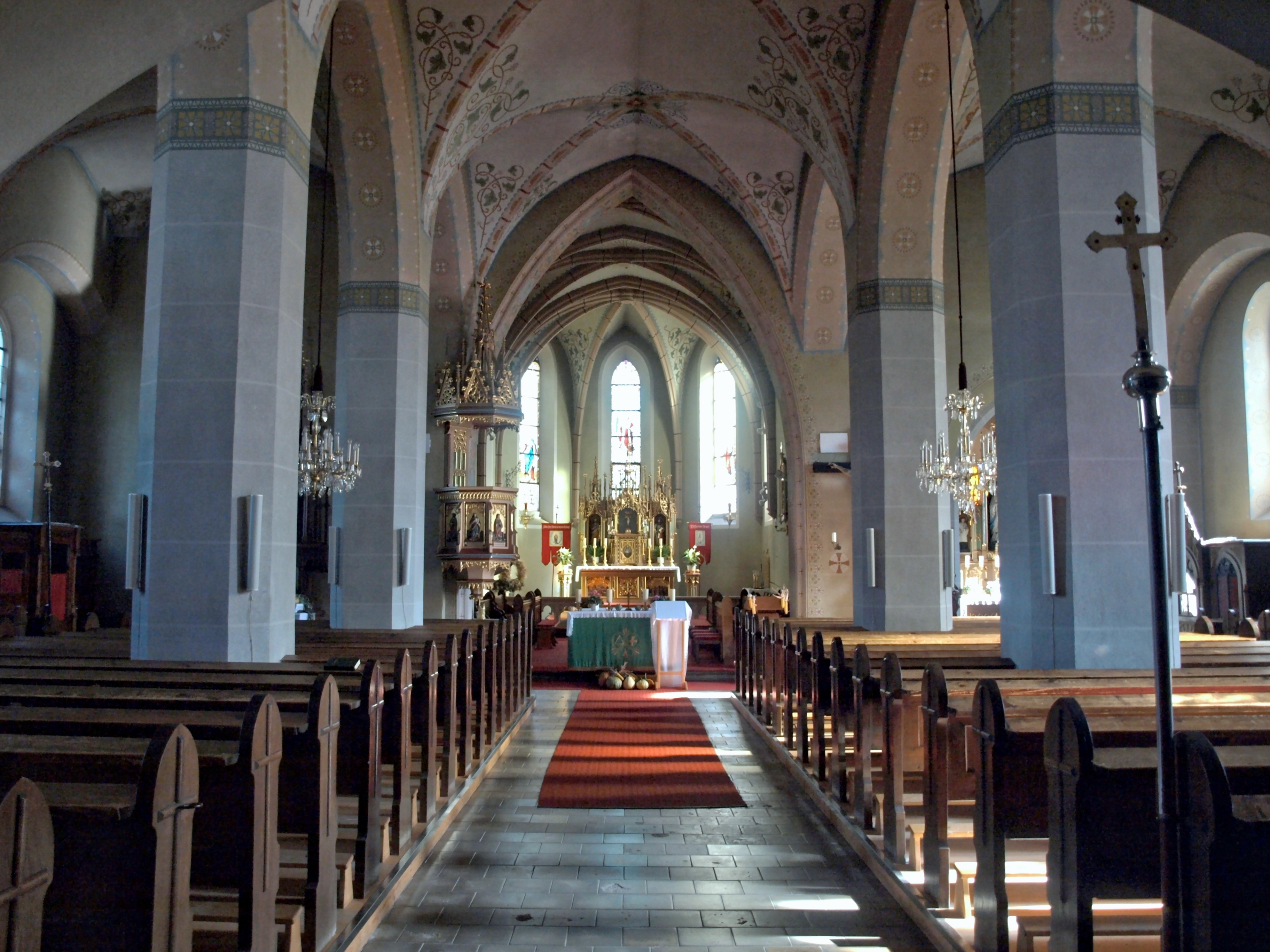
Blick zum Chor

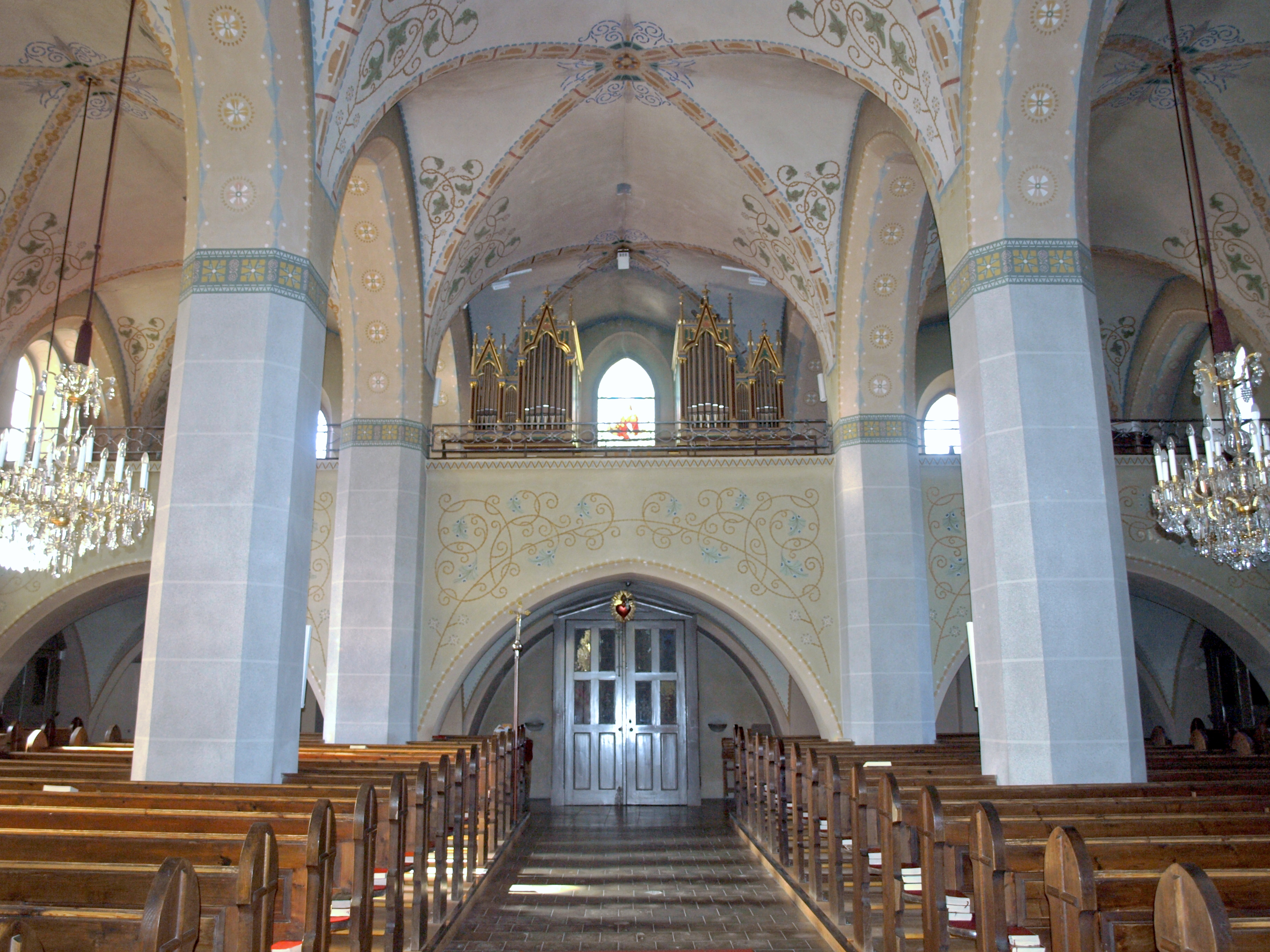
Blick zur Galerie

Die römisch-katholische Pfarrkirche Hürm steht in der Ortsmitte von Hürm in der Marktgemeinde Hürm in Niederösterreich. Die Pfarrkirche hl. Stefan (Patrozinium 26. Dezember) gehört zum Dekanat Melk in der Diözese St. Pölten. Die Kirche steht unter Denkmalschutz (Listeneintrag).

## Geschichte
Am Anfang des 11. Jahrhunderts wurde die Pfarre vom Bistum Passau gegründet und 1080 urkundlich genannt. Am 13. Mai 1365 übergab Bischof Albert von Passau die St. Stephanskirche von Hürben (= Hürm) dem Augustiner-Chorherrenstift St. Pölten vorerst als Lehen. Die endgültige Übergabe erfolgte am 23. Oktober 1382 mit päpstlicher Bestätigung von Papst Urban VI. Von 1365 bis 1784 gehörte die Pfarre und die Ortobrigkeit dem Augustiner-Chorherrenstift St. Pölten.
Von der Pfarre Hürm, einer Mutterpfarre mit großer Ausdehnung, wurden nachweisbar abgetrennt:
- 11. Jahrhundert: Pfarrkirche Kilb (1080) mit Vikariat Bischofstetten,
- 12. Jahrhundert: Pfarre St. Margarethen und Pfarre Loosdorf
- 13. Jahrhundert: Vikariat Kirnberg, Vikariat Mank (1323), Vikariat St. Gotthard und Vikariat Haunoldstein

In der Mitte des 15. Jahrhunderts lebte und wirkte ein angesehener Theologe in Wien, der aus Hürm bzw. aus Diendorf (Geburtsort) stammte. Er hieß Christanus de Hurben (= Christian Tiendorfer aus Hürm; Kanoniker St. Stephan; Dr. theol.; Uni. Wien ab 1420, † 1467) wurde aber meist nur „Meister Christian von Hurben“ genannt. Er wurde 1443 Rektor, 1451 Vizekanzler der Wiener Universität und 1450 Domdechant St. Stephan in Wien.
Die Anfangsjahrzehnte des 16. Jahrhunderts waren geprägt durch die Verwüstungen der Türkenkriege. Im Jahre 1529 wurde das Gotteshaus zerstört und am 15. Mai 1548 mit zwei Altären neu geweiht. 
1783 wurden durch Verordnung von Kaiser Josef II. Umpfarrungen vorgenommen. Am 16. Juli 1784 erfolgte die Schließung und Aufhebung des Chorherrenstiftes zu St. Pölten.

## Architektur
Die im Kern gotische Kirche – von 1894 bis 1905 als Hallenkirche regotisiert – hat einen gotischen Chor, einen nördlichen Chorseitenturm und eine südliche Chorseitenkapelle aus dem 14. Jahrhundert. Durch Überarbeitung und Erneuerung der Fenstergewände und Portale vor 1905 sowie durch den Verputz von 1991/1992 wirkt die Kirche einheitlich. Das Langhaus unter einem Schopfwalmdach hat Strebepfeiler, Spitzbogenfenster sowie Portale in spätgotischen Formen. Der eingezogene Chor mit einem Fünfachtelschluss trägt am First einen barocken Wetterhahn. Der südseitige Kapellenanbau mit polygonalem Schluss hat ein Pultdach. Nordseitig gibt es ein- und zweigeschoßige Anbauten unter Pultdächern. In der nördlichen Chorecke steht ein schlanker dreigeschoßiger Turm mit Uhrengiebeln und einem hohen Spitzhelm. An der Westwand ist eine Lünette ein Spätrenaissance-Epitaph mit einem Relief Auferstehung Christi aus dem Ende des 16. Jahrhunderts.